# Rolf Schafstall
Rudolf "Rolf" Schafstall (ur. 22 lutego 1937 w Duisburgu, zm. 30 stycznia 2018 w Krefeld) – niemiecki piłkarz, a także trener.

## Kariera piłkarska
W swojej karierze Schafstall reprezentował barwy zespołów Hamborn 07 oraz SSV Reutlingen 05.

## Kariera trenerska
Karierę trenerską Schafstall rozpoczął w zespole SSV Reutlingen 05, który prowadził w latach 1974–1975. W 1976 roku został szkoleniowcem klubu MSV Duisburg z Bundesligi. Pierwszy mecz poprowadził w niej 20 marca 1976 przeciwko 1. FC Köln (0:4). Trenerem Duisburga był do końca sezonu 1975/1976. Następnie prowadził Karlsruher SC z 2. Bundesligi, a w 1978 roku wrócił do Duisburga, nadal grającego w Bundeslidze. W sezonie 1978/1979 doprowadził klub do półfinału Pucharu UEFA, a po sezonie przestał być szkoleniowcem Duisburga.
Potem Schafstall przez dwa sezony trenował Rot-Weiss Essen z 2. Bundesligi. Następnie wrócił do Bundesligi i spędził w niej osiem sezonów, prowadząc w tym czasie drużyny VfL Bochum, FC Schalke 04 oraz Bayer Uerdingen. W latach 1989–1990 był szkoleniowcem zespołu VfL Osnabrück (2. Bundesliga). W końcówce sezonu 1990/1991 wrócił do VfL Bochum, gdzie pełnił funkcję tymczasowego trenera i poprowadził zespół w siedmiu meczach Bundesligi.
Od sierpnia 1991 do stycznia 1992 Schafstall był szkoleniowcem Fortuny Düsseldorf (Bundesliga). W kolejnych latach prowadził zespoły 2. Bundesligi – Stahl Brandenburg, Stuttgarter Kickers oraz Hannover 96, a także Dynamo Drezno z Regionalligi. W lutym 2001 po raz drugi został tymczasowym szkoleniowcem VfL Bochum, z którego odszedł po zakończeniu sezonu 2000/2001. Potem nie prowadził już żadnego klubu.